# Kurt Diebner
Kurt Diebner (13 de maig del 1905 - 13 de juny de 1964) fou un físic nuclear alemany, conegut per dirigir i administrar el Projecte Nuclear Alemany (Projecte Urani) durant la Segona Guerra Mundial. Kurt fou l'administratiu del Projecte Urani després que Adolf Hitler, Führer i Canceller d'Alemanya autoritzés aquest programa.

## Educació
Diebner va néixer l'any 1905 a Obernessa, Weißenfels, a l'Imperi Alemany, L'any 1925, començà a estudiar física a la Universitat Martin Luther de Halle on va guanyar el Bachelor of Science l'any 1928 i obtingué un màster de ciència l'any 1930 en la Universitat d'Innsburck. Va completar el seu doctorat el 1932. La seva tesi fou sobre la columna d'ionització de les partícules alfa.

## Carrera acadèmica
Del 1931 al 1934, Diebner fou un professor de Gerhard Hoffman a la Universitat de Halle. Des del 1934, Kurt fou un empleat a temps parcial dell PTR (Institut Tècnic i Físic del Reich), també va ser assessor del Ministeri de Defensa del Reich i Heereswaffenamt (Oficial d'artilleria de l'exèrcit) en físiques nuclears.

## Programa nuclear alemany
L'any 1934, la Wehrmacht l'assignà a la branca d'investigació del Heereswaffenamt, on hi treballà amb el professor Friedrich Berkei en el desenvolupament d'explosius, similars a los que produïa el professor Hubert Schardin per a la Luftwaffe a Berlín. La feina de Diebner rivalitzava amb les investigacions de Werner Heisenberg.
Com a científic nuclear, Kurt exigia establir una branca per a la investigació en física nuclear. Fou assignat Comissionat en la Planta de Producció d'aigua pesant a Noruega i esdevingué director provissional de l'Institut de Física Kaiser Wilhelm.

## Carrera de la post-guerra
A partir del 1956, Diebner fou membre del Consell d'Administració de la Gesellschaft zur Kernenergieverwertung in Schiffbau und Schiffahrt (GKSS¡¡, Empresa per a l'Explotació Comercial de l'Energia Nuclear en Construcció Naval i d'Enviament). Des del 1957 també fou professor de l'Escola d'Enginyers Navals a l'estat de Flensburg.